# Villanovaforru
Villanovaforru (Biddanoa 'e Forru in sardo) è un comune italiano di 876 abitanti della provincia del Medio Campidano.
Situato tra le dolci colline della Marmilla, a circa 50 km da Cagliari, il paese appartiene al Consorzio Turistico Sa Corona Arrubia. Sino alla metà del Novecento era un piccolo centro agricolo quasi totalmente sconosciuto; in seguito alla scoperta del nuraghe Genna Maria e all'apertura del museo archeologico è diventato un centro legato anche all'ambito archeologico e culturale.

## Origini del nome
Il toponimo è composto da villanova, in quanto si tratta di una "villa nuova", formatasi intorno al XII secolo per un preciso disegno politico di colonizzazione del territorio, e dal sardo campidanese forru ossia forno,  come il paese di Forru (presso Collinas), che precedentemente aveva subito lo spopolamento.

## Storia

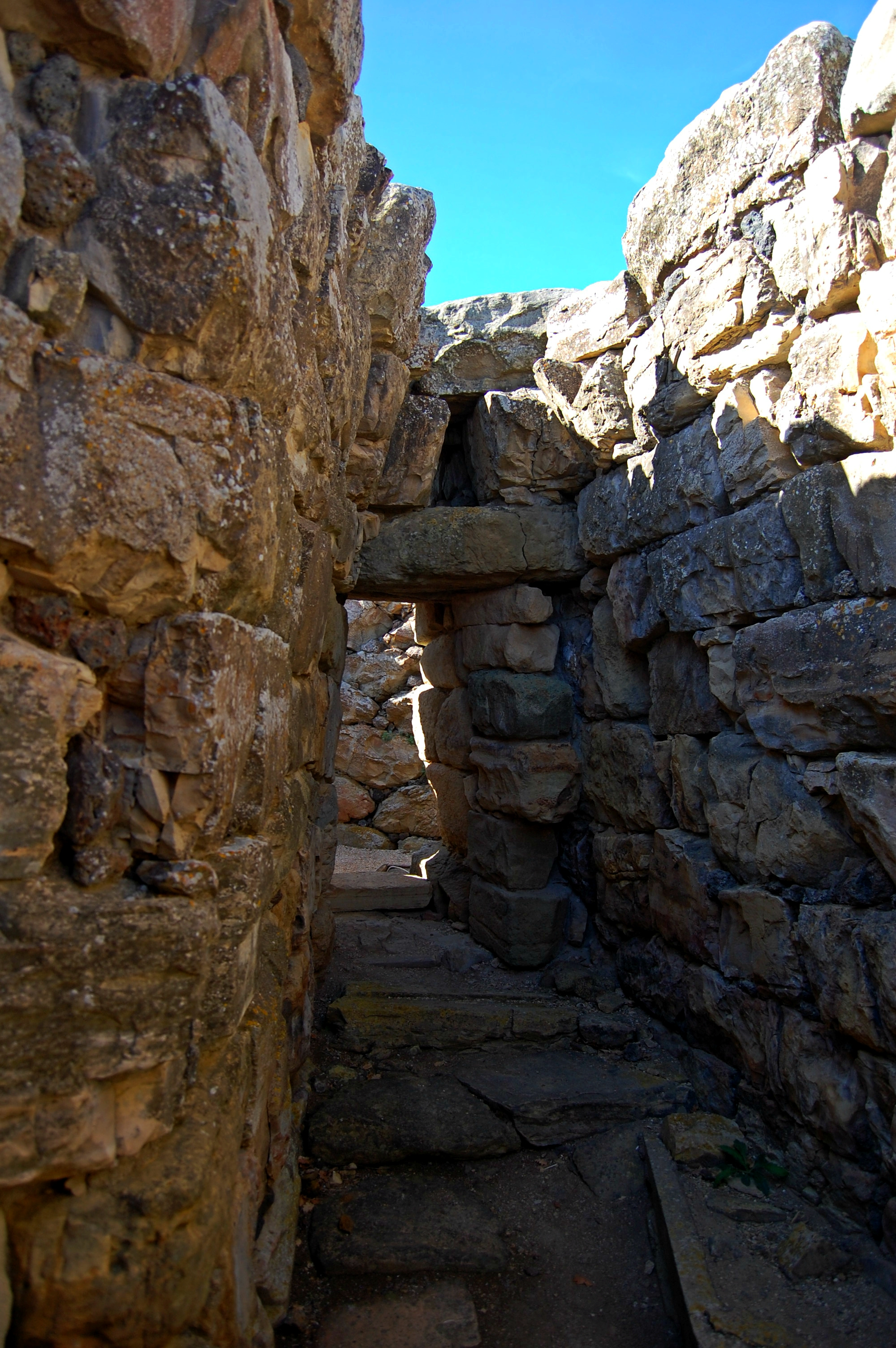
Ingresso alla torre del nuraghe Genna Maria

La zona era abitata già in epoca nuragica, per la presenza di numerosi nuraghi, e in epoca romana, per la presenza di alcune tombe con vari reperti archeologici.
In epoca medioevale appartenne al Giudicato di Arborea e fece parte della curatoria di Marmilla, e apparteneva alla diocesi di Usellus e Terralba, unificate poi in quella di Ales. Alla caduta del giudicato (1410) entrò a far parte del Marchesato di Oristano.
In seguito al fallimento della rivolta antiaragonese di Leonardo Alagon, ultimo marchese di Oristano, dopo la battaglia di Macomer (1478) tutta l'area passò sotto il dominio aragonese. In epoca aragonese fece parte dell'Incontrada di Parte Montis, appartenente alla contea di Quirra, feudo dei Carroz. Nel 1603 la contea divenne un marchesato, feudo dei Centelles. In periodo sabaudo, nel 1798, passò agli Osorio de la Cueva, in possesso dei quali rimase fino al 1839 quando fu riscattato in seguito alla soppressione del sistema feudale.

### Simboli
Lo stemma e il gonfalone del Comune di Villanovaforru sono stati concessi con decreto del presidente della Repubblica del 6 aprile 2005.
(D.P.R. 06.04.2005)
Il gonfalone è un drappo di giallo.

## Società

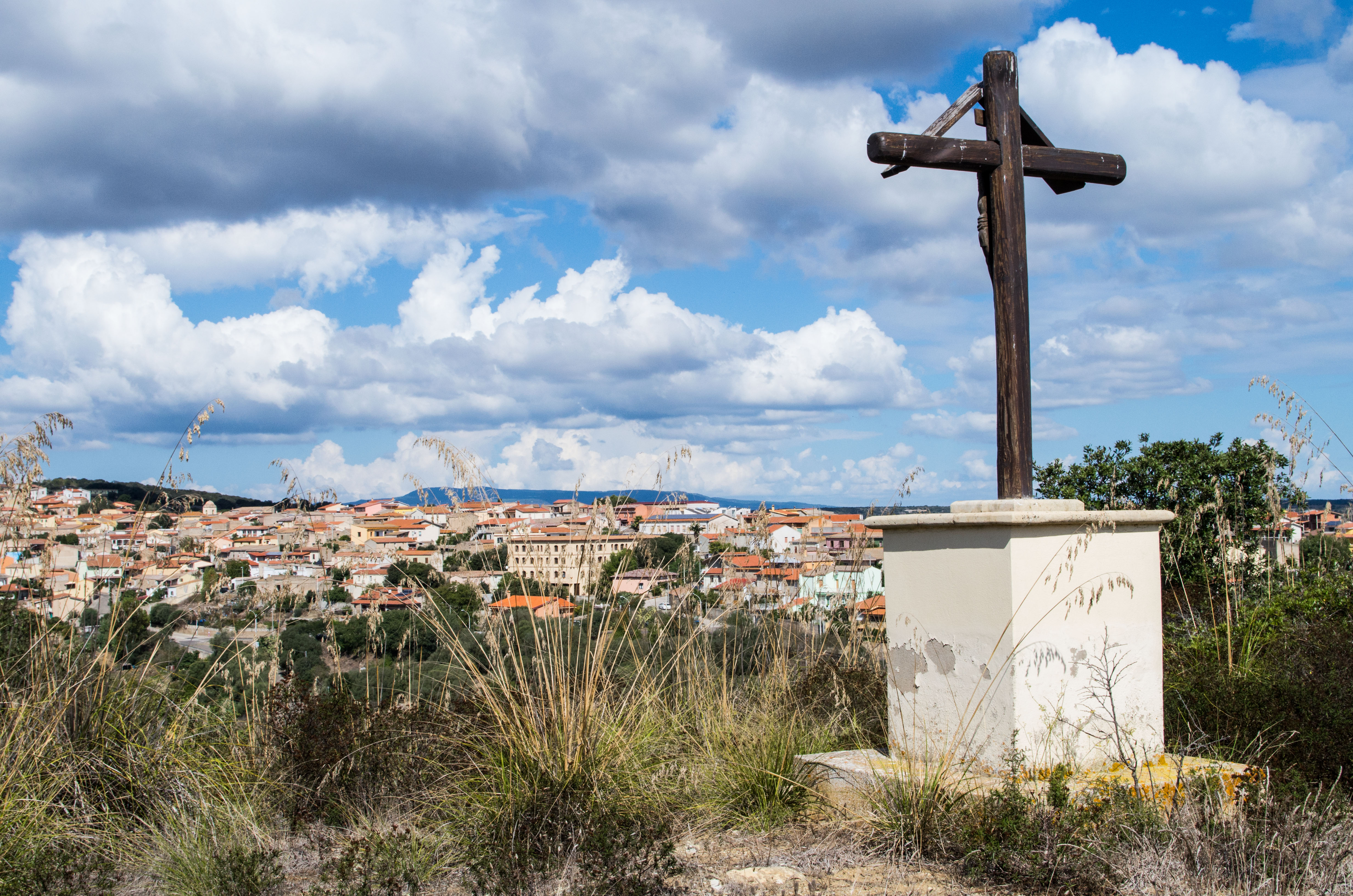
Veduta

### Evoluzione demografica
Abitanti censiti

### Lingue e dialetti
La variante del sardo parlata a Villanovaforru è il campidanese occidentale.

### Religione

#### Feste religiose

##### Santa Marina
Gli abitanti di Villanovaforru sono particolarmente devoti a santa Marina di Orense: "eroina" e martire spagnola che si festeggia due volte l'anno (il lunedì e martedì dopo Pasqua ed il 16-17 luglio).
Le rendono omaggio, onore e lode, con i canti paraliturgici (Coggius), con l'Ave Maria e il Rosario cantato in sardo dagli uomini e dalle donne, in processione, accompagnando il cocchio trainato dai buoi.
Le donne anziane di Villanovaforru coltivano appositamente il basilico, che in occasione della festa viene benedetto e posto accanto alla statua della santa. Tutti i fedeli ne prendono un ramoscello e lo portano nella propria abitazione.
Esiste un film girato dal regista Piero Tatti a Villanovaforru su questa particolare usanza: Is frabbicas de Santa Marina (Il Basilico di Santa Marina), film che ha avuto una nomination al 61º Festival Internazionale del Cinema di Salerno.

##### San Francesco

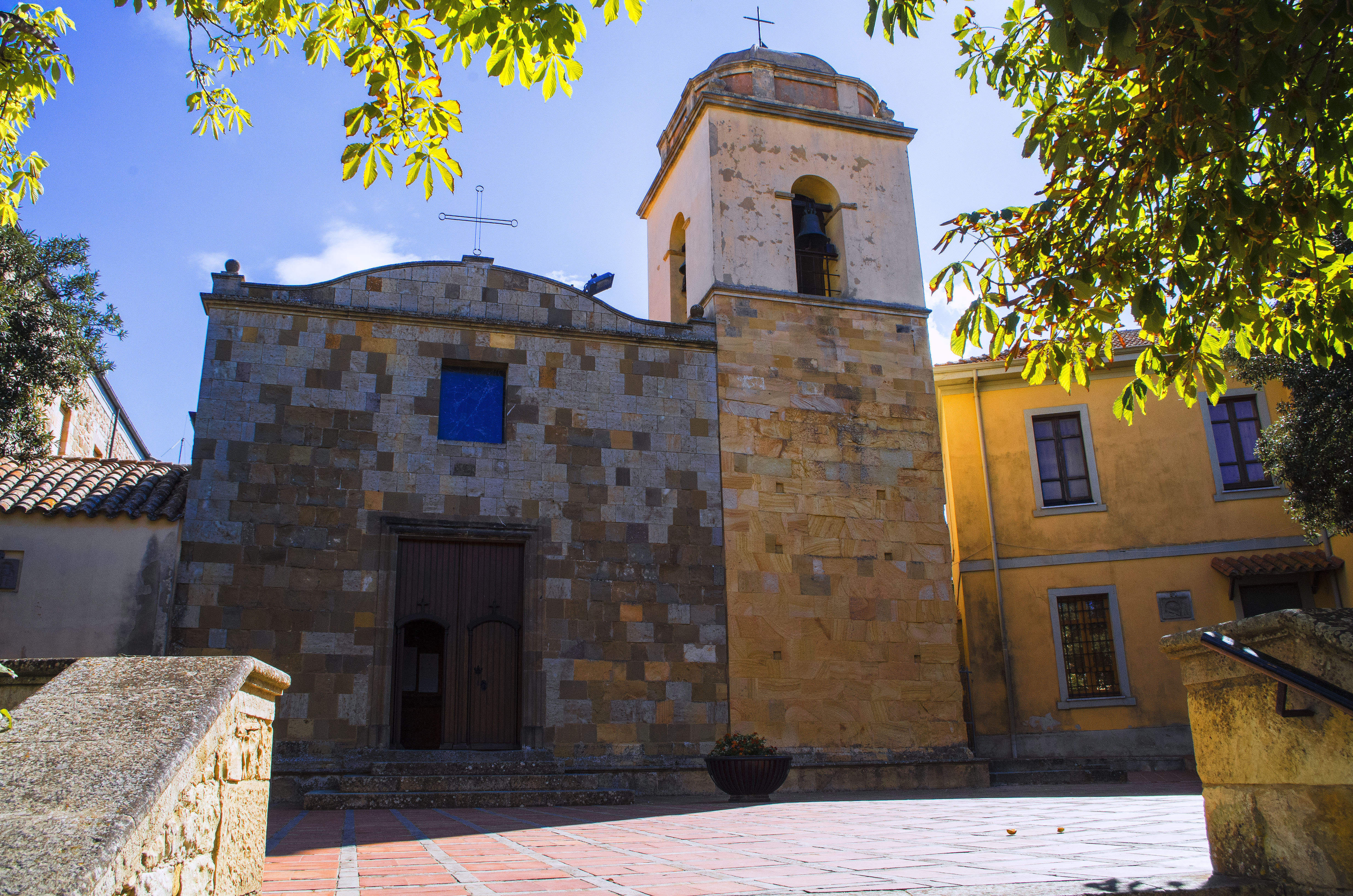
La chiesa parrocchiale di San Francesco

Il 3 e 4 ottobre si venera san Francesco, patrono di Villanovaforru. Al santo è dedicata la chiesa parrocchiale sita in piazza Costituzione.

##### Sant'Isidoro
La domenica vicina al 15 maggio si celebra la festa di Sant'Isidoro, santo protettore degli agricoltori. Questi ultimi partecipano alla processione in onore del santo con i propri trattori.

##### San Sebastiano
Il 20 gennaio si festeggia san Sebastiano.

## Cultura
Il 17 luglio 1977, nella chiesa di Villanovaforru fu introdotta, per la prima volta nella storia recente della Sardegna, la celebrazione della messa in lingua sarda.

### Musei
Il museo civico archeologico "Genn'e Maria" venne inaugurato il 18 dicembre del 1982. Esso è ubicato in una elegante palazzina ottocentesca, utilizzata in precedenza come "Monte di soccorso". Nel museo vengono conservati ed esposti vari reperti di epoca prevalentemente nuragica provenienti in larga parte dagli scavi di Genna Maria. Nelle numerose vetrine trovano collocazione, inoltre,  reperti anche di altri paesi, quali Collinas, Lunamatrona, Siddi e Gesturi.